# Modri jezdec
Der Blaue Reiter (Modri jezdec) je bila skupina umetnikov in poimenovanje Vasilija Kandinskega in Franza Marca za njihove razstavne in publicistične dejavnosti, v katerih sta oba umetnika delovala kot edina urednika v istoimenskem almanahu (prvič izšel sredi maja 1912). Uredništvo je v letih 1911 in 1912 v Münchnu organiziralo dve razstavi, da bi predstavilo svoje likovno-teoretske ideje, ki temeljijo na razstavljenih umetninah. Sledile so potujoče razstave po nemških in drugih evropskih mestih. Der Blaue Reiter je razpadel na začetku prve svetovne vojne leta 1914.
Umetniki, povezani z Der Blaue Reiter, so bili pomembni pionirji moderne umetnosti 20. stoletja; oblikovali so ohlapno mrežo odnosov, ne pa umetniške skupine v ožjem smislu, kot je Die Brücke (Most) v Dresdnu. Delo pridruženih umetnikov pripisujejo nemškemu ekspresionizmu.

## Zgodovina
Predhodnik Der Blaue Reiter je bilo Neue Künstlervereinigung München (N.K.V.M: Združenje novih umetnikov München), ki so ga spodbudili Marianne von Werefkin, Alexej von Jawlensky, Adolf Erbslöh in nemški podjetnik, zbiralec umetnin, pionir letalstva in glasbenik Oscar Wittenstein. N.K.V.M je bila soustanovljena leta 1909 in Kandinski (kot njen prvi predsednik) je organiziral razstavi v letih 1909 in 1910. Že pred prvo razstavo je Kandinski v statut N.K.V.M vnesel tako imenovano klavzulo štirih kvadratnih metrov zaradi razlike v mnenju s slikarjem Charlesom Johannom Palmiéjem; ta klavzula bi Kandinskemu dala vzvod, da leta 1911 zapusti N.K.V.M. Leta 1911 je Palmié dovolil Kandinskemu in Marcu, da zapustita združenje in organizirata prvo razstavo Der Blaue Reiter. To je bil torej spin-off N.K.V.M.
Ko je prišlo do ponovnih sporov med konservativnimi silami v N.K.V.M, ki so se razplamteli zaradi vse bolj abstraktnega slikarstva Kandinskega, je 10. januarja 1911 slednji odstopil s predsedniškega mesta, a ostal v društvu kot preprost član. Njegov naslednik je bil Adolf Erbslöh. Junija je Kandinski razvil načrte za svoje dejavnosti zunaj N.K.V.M. Nameraval je izdati »nekakšen almanah«, ki bi ga lahko imenovali Die Kette (Veriga). 19. junija je svojo zamisel predstavil Marcu in ga pridobil tako, da mu je ponudil souredništvo knjige.
Ime gibanja je naslov slike, ki jo je Kandinski ustvaril leta 1903, vendar ni jasno, ali je izvor imena gibanja, saj je profesor Klaus Lankheit izvedel, da je bil naslov slike prepisan. Kandinski je 20 let kasneje zapisal, da ime izhaja iz Marcovega navdušenja nad konji in Kandinskijeve ljubezni do jezdecev, skupaj s skupno ljubeznijo do modre barve. Za Kandinskega je bila modra barva duhovnosti; temnejša kot je bila modra, bolj je prebujala človeško željo po večnem (kot je zapisal leta 1911 v knjigi O duhovnem v umetnosti).
Znotraj skupine so se umetniški pristopi in cilji od umetnika do umetnika razlikovali; vendar je bila umetnikom skupna želja po izražanju duhovnih resnic skozi svojo umetnost. Verjeli so v promocijo moderne umetnosti; povezava vizualne umetnosti in glasbe; duhovne in simbolne asociacije barv; in spontan, intuitiven pristop k slikanju. Člane je zanimala evropska srednjeveška umetnost in primitivizem, pa tudi sodobna, nefigurativna umetniška scena v Franciji. Kot rezultat njihovih srečanj s kubističnimi, fovističnimi in raionističnimi idejami so se usmerili k abstrakciji.
Der Blaue Reiter je leta 1911 in 1912 organiziral razstave, ki so gostovale po Nemčiji. Izdali so tudi almanah sodobne, primitivne in ljudske umetnosti ter otroške slike. Leta 1913 so razstavljali na prvem Nemškem jesenskem salonu.
Skupino je zmotil izbruh prve svetovne vojne leta 1914. Franz Marc in August Macke sta bila ubita v boju. Vasilij Kandinski se je vrnil v Rusijo, Marianne von Werefkin in Alexej von Jawlensky pa sta pobegnila v Švico. Tudi znotraj skupine so bila mnenja različna. Posledično je bil Der Blaue Reiter kratkotrajen, saj je trajal le tri leta od 1911 do 1914.
Leta 1923 so Kandinski, Feininger, Klee in Alexej von Jawlensky na pobudo slikarke in trgovke z umetninami Galke Scheyer ustanovili skupino Die Blaue Vier (Modri štirje). Scheyerjeva je od leta 1924 organizirala razstave Modrih štirih v ZDA.
Obsežna zbirka slik Der Blaue Reiter je razstavljena v Städtische Galerie v Lenbachhausu v Münchnu.

## Almanah
Der Blaue Reiter Almanach (almanah Modri jezdec), zasnovan junija 1911, je Piper izdal v začetku leta 1912 v izdaji, ki je bila prodana v približno 1100 izvodih; 11. maja je Franz Marc prejel prvi natis. Zvezek sta uredila Kandinski in Marc; stroške je prevzel industrialec in zbiralec umetnin Bernhard Koehler, Mackejev sorodnik. Vseboval je reprodukcije več kot 140 umetniških del in 14 večjih člankov. Načrtovan je bil drugi zvezek, a je to preprečil začetek prve svetovne vojne. Namesto tega je bila leta 1914 natisnjena druga izdaja izvirnika, ki jo je ponovno natisnil Piper.
Vsebina almanaha je vključevala:
- Marcov esej "Duhovni zakladi", ilustriran z otroškimi risbami, nemškimi lesorezi, kitajskimi slikami in Žensko z mandolino za klavirjem Pabla Picassa[3]
- članek francoskega kritika Rogerja Allarda o kubizmu
- Članek Arnolda Schoenberga Odnos do besedila in faksimile njegove pesmi Herzgewächse
- faksimile pesemskih uglasbitev Albana Berga in Antona Weberna
- Esej Thomasa de Hartmanna Anarhija v glasbi
- članek Leonida Sabanejeva o Aleksandru Skrjabinu
- članek Erwina von Busseja o Robertu Delaunayu, ilustriran z natisom njegovega Okna v mesto
- članek Vladimirja Burljuka o sodobni ruski umetnosti
- Mackejev esej Maske
- Esej Kandinskega O vprašanju oblike
- Odrska kompozicija Kandinskega
- Rumeni zvok Kandinskega.

Umetnost, reproducirana v Almanahu, je zaznamovala dramatičen obrat od evrocentrične in konvencionalne usmeritve. V izboru je prevladovala primitivna, ljudska in otroška umetnost, z deli iz južnega Pacifika in Afrike, japonskimi risbami, srednjeveškimi nemškimi lesorezi in skulpturami, egipčanskimi lutkami, rusko ljudsko umetnostjo in bavarsko sakralno umetnostjo, poslikano na steklu. Pet del Van Gogha, Cézanna in Gauguina je po številu preseglo sedem del Henrija Rousseauja in trinajst del otroških umetnikov.

## Razstave

### Prva razstava
18. decembra 1911 se je v Moderni galeriji Heinricha Thannhauserja v Münchnu odprla prva razstava uredništva Der Blaue Reiter (Erste Ausstellung der Redaktion Der Blaue Reiter), ki je potekala v prvih dneh leta 1912. Razstavljenih je bilo 43 del 14 umetnikov. Prikazane: slike Henrija Rousseauja, Alberta Blocha, Davida Burliuka, Vladimirja Burliuka, Heinricha Campendonka, Roberta Delaunayja, Elisabeth Epstein, Eugena von Kahlerja, Vasilija Kandinskega, Augusta Mackeja, Franza Marca, Gabriele Münter, Jeana Bloéja Niestléja in Arnolda Schoenberga ter uredil ilustrirani katalog.
Od januarja 1912 do julija 1914 je razstava potovala po Evropi s prizorišči v Kölnu, Berlinu, Bremnu, Hagnu, Frankfurtu, Hamburgu, Budimpešti, Oslu, Helsinkih, Trondheimu in Göteborgu.

### Druga razstava
Od 12. februarja do 2. aprila 1912 je Druga razstava uredništva Der Blaue Reiter (Zweite Ausstellung der Redaktion Der Blaue Reiter) v Novi umetniški galeriji Hansa Goltza (Neue Kunst Hans Goltz) prikazala dela v črno-beli tehniki v Münchnu.

### Druge predstave
Umetniki Der Blaue Reiter so sodelovali tudi na teh drugih razstavah:
- 1912 Razstava Sonderbund westdeutscher Kunstfreunde und Künstler v Kölnu
- Erster Deutscher Herbstsalon (organiziral Herwarth Walden in njegova galerija Der Sturm), leta 1913 v Berlinu

## Člani
- Albert Bloch
- David Burliuk
- Heinrich Campendonk
- Clotilde von Derp
- Lyonel Feininger
- Natalia Goncharova
- Alexej von Jawlensky
- Vasilij Kandinski
- Paul Klee
- Alfred Kubin
- August Macke
- Franz Marc
- Gabriele Münter
- Arnold Schoenberg
- Marianne von Werefkin